# Robert Peary
Robert Edwin Peary (født 6. maj 1856, død 20. februar 1920) var en amerikansk opdagelsesrejsende, som påstod at have været den første person på den geografiske nordpol.
Peary ledte adskillige ekspeditioner til de arktiske egne, hvor han bl.a. udforskede Grønland på hundeslæde i 1886 og 1891 og vendte tilbage til øen tre gange i 1890'erne. Modsat tidligere opdagelsesrejsende studerede Peary de overlevelsesteknikker, som inuitbefolkningen brugte, byggede igloer og klædte sig i praktisk skindtøj som de indfødte. Peary brugte også inuitter som jægere og hundeslædeførere på sine ekspeditioner og var en af de første til at bruge systemet (som han kaldte "Peary-systemet") med at have støttehold. Hans kone Josephine fulgte ham på flere af hans rejser. Han fik også amputeret 8 tæer.
Peary gjorde flere forsøg på at nå Nordpolen mellem 1898 og 1905. I sit sidste forsøg rejste han og 23 mænd fra New York City om bord på Roosevelt under kommando af kaptajn Robert Bartlett den 6. juli 1908. De overvintrede nær Kap Sheridan på Ellesmere Island, og derfra tog de mod polen den 1. marts 1909. Det sidste støttehold tog tilbage den 1. april 1909 på breddegrad 87°47' nord. På den sidste del af rejsen mod polen var der kun fem af hans mænd tilbage Matthew Henson, Ootah, Egigingwah, Seegloo og Ooqueah. Den 6. april etablerede han Camp Jesup nær polen. I hans dagbog står der den 7. april (i virkeligheden skrevet meget senere, da han forberedte sine journaler til udgivelse) "The Pole at last!!! The prize of 3 centuries, my dream and ambition for 23 years. Mine at last..."
Peary blev udnævnt til kontreadmiral og blev takket af kongressen den 30. marts 1911. Samme år pensionerede han sig selv og trak sig tilbage til byen Freeport på Eagle Island, ud for Maines kyst. Rear Admiral Peary modtog talrige hædersbevisninger fra talrige videnskabelige selskaber i Europe og Amerika for sine arktiske opdagelser. Han døde i Washington, D.C. den 20. februar 1920 og blev begravet på Arlington National Cemetery. Matthew Henson blev genbegravet nærved den 6. april 1988.
Peary skrev flere bøger. De mest kendte er Northward over the Great Ice (1898) og Nearest the Pole (1907). Filmen Glory & Honor af Kevin Hooks (2000) fortæller om hans rejse til polen.
I sin bog Ninety Degrees North beskriver polarhistorikeren og forfatteren Fergus Fleming Peary som "uden tvivl den mest målrettede, muligvis den mest succesfulde og sandsynligvis den mest ubehagelige mand i polarekspeditionernes historie." De fleste moderne kritikere af Peary fokuserer på hans behandling af inuitterne, inklusiv en dreng ved navn Minik Wallace. Peary og Henson blev begge far til flere illegitime børn med inuitkvinder. Perrys søn Kali blev bragt til offentlighedens opmærksomhed af S. Allen Counter, som mødte ham på en ekspedition til Grønland. "Opdagelsen" af disse børn og deres møde med deres amerikanske slægtninge blev dokumenteret i en bog og en dokumentar med titlen North Pole Legacy: Black, White and Eskimo.

## Kontrovers
Pearys påstand om at have nået Nordpolen er blevet betvivlet af en række grunde. Han var knapt vendt tilbage fra ekspeditionen, før han opdagede, at Frederick Cook ligeledes påstod at have nået polen det foregående år. Holdet, der ledsagede Peary på den sidste del af turen, inkluderede ingen, som var trænede i navigation og som uafhængigt kunne bekræfte Pearys egen navigation. Afstandene og hastighederne, som Peary påstår at have nået på den sidste del af ekspeditionen, nærmer sig det utrolige, næsten tre gange så hurtigt som den første del af turen. Pearys forklaring om en lige, nem tur til polen og tilbage — den eneste ting, der måske kunne tillade ham at rejse med den hastighed — modsiges af Hensons optegnelser om talrige omveje for at undgå skrænter og åbne sprækker. Cook og Pearys modstridende krav fik Roald Amundsen til at tage meget grundige forholdsregler på hans sydpolsekspedition for at undgå dette. Se Polheim.
Nogle polarforskere mener, at Peary helt ærligt troede, at han havde nået polen. Andre mener, at han med vilje overdrev sine bedrifter. Andre igen mener, at ethvert tegn på at Peary ikke nåede polen, er plantet af pro-Cook konspiratorer, som er ude på at miskreditere Peary. I 1989 konkluderede National Geographic Society baseret på skygger på fotografier og havdybdemålinger taget af Peary, at han var mindre end fem mil fra polen.
I 2005 gennemførte den britiske opdagelsesrejsende Tom Avery sammen med fem kolleger Pearys tur på 36 dage, 22 timer og 11 minutter ved at bruge 16 slædehunde, der trak to slæder, som var kopier af dem, Peary havde brugt. Mange historikere mener, at Averys ekspedition har genoprettet Pearys ære og vist, at hans hastigheder ikke var så umulige endda. Avery blev dog hentet på Nordpolen af et fly i stedet for at gentage Pearys returrejse tilbage til Ellesmere Island, som Peary havde påstået blev gjort på kun 17 dage eller halvdelen af tiden, som rejsen derop tog.